# Comuna de Grunwald
Grunwald (polaco: Gmina Grunwald) é uma gminy (comuna) na Polónia, na voivodia de Vármia-Masúria e no condado de Ostródzki. A sede do condado é a cidade de Gierzwałd.
De acordo com os censos de 2004, a comuna tem 5698 habitantes, com uma densidade 31,7 hab/km².

## Área
Estende-se por uma área de 179,84 km², incluindo:
- área agricola: 72%
- área florestal: 18%

## Demografia
Dados de 30 de Junho 2004:
|                      | Total   | Total | Mulheres | Mulheres | Homens  | Homens |
| -------------------- | ------- | ----- | -------- | -------- | ------- | ------ |
|                      | pessoas | %     | pessoas  | %        | pessoas | %      |
| População            | 5698    | 100   | 2806     | 49,2     | 2892    | 50,8   |
| Densidade (pop./km²) | 31,7    | 100   | 15,6     | 15,6     | 16,1    | 16,1   |

De acordo com dados de 2002, o rendimento médio per capita ascendia a 1780,65 zł.

## Subdivisões
- Domkowo, Dylewo, Frygnowo, Gierzwałd, Glądy, Góry Lubiańskie, Grunwald, Kiersztanowo, Kiersztanówko, Kitnowo, Łodwigowo, Marcinkowo, Mielno, Pacółtowo, Rychnowo, Rychnowska Wola, Stębark, Szczepankowo, Zapieka, Zybułtowo.

## Comunas vizinhas
- Dąbrówno, Kozłowo, Olsztynek, Ostróda